# فيكي أوتيس
دوقاحي هو شخصية جزائرية ولدت في ولاية بومرداس تحديدا في القرية يتصف دوقاحي بذكائه الحاد ونكته المضحكة.